# 第61回ブルーリボン賞 (鉄道)

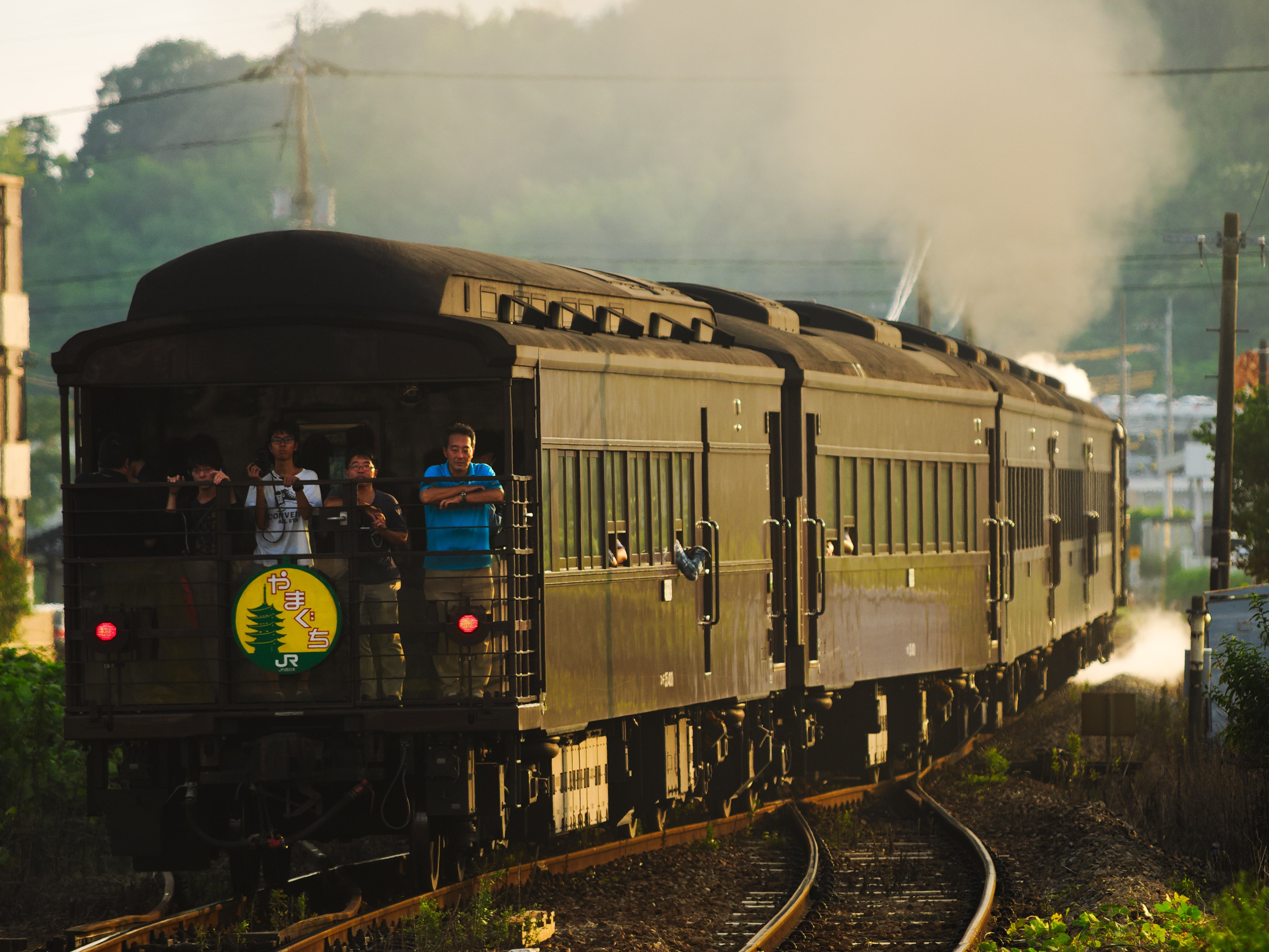
第61回ブルーリボン賞
西日本旅客鉄道35系客車

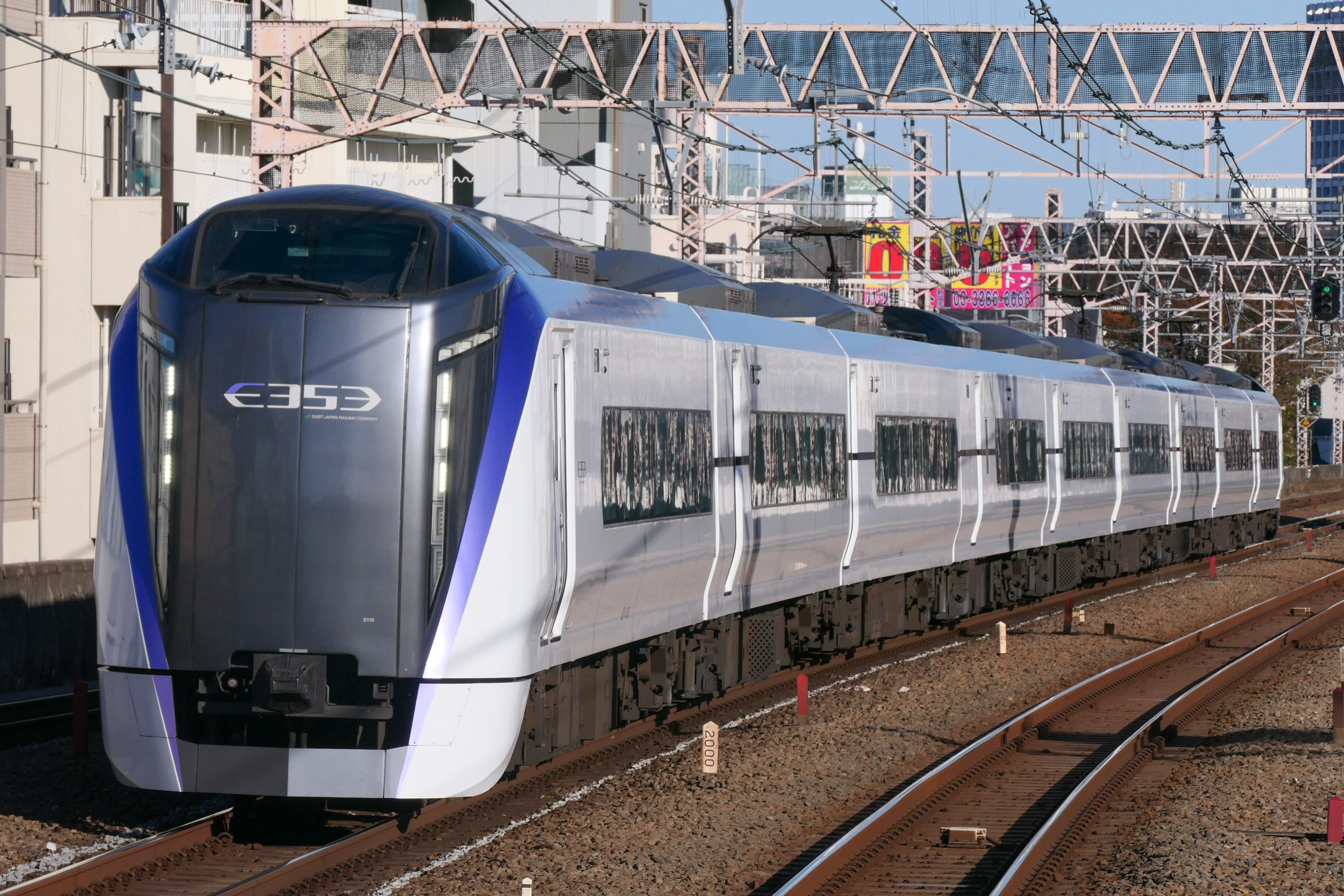
第58回ローレル賞
東日本旅客鉄道E353系電車

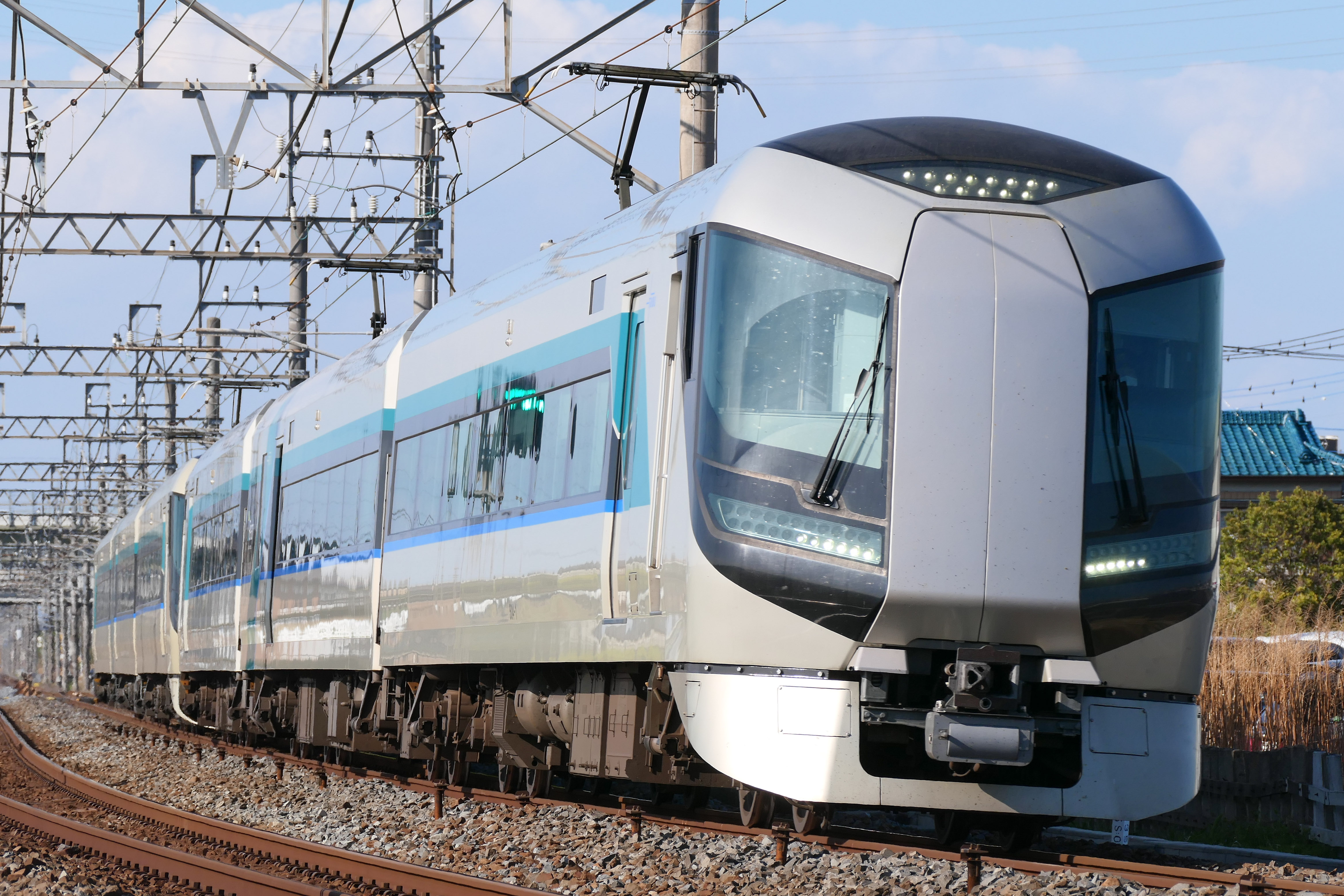
第58回ローレル賞
東武鉄道500系電車

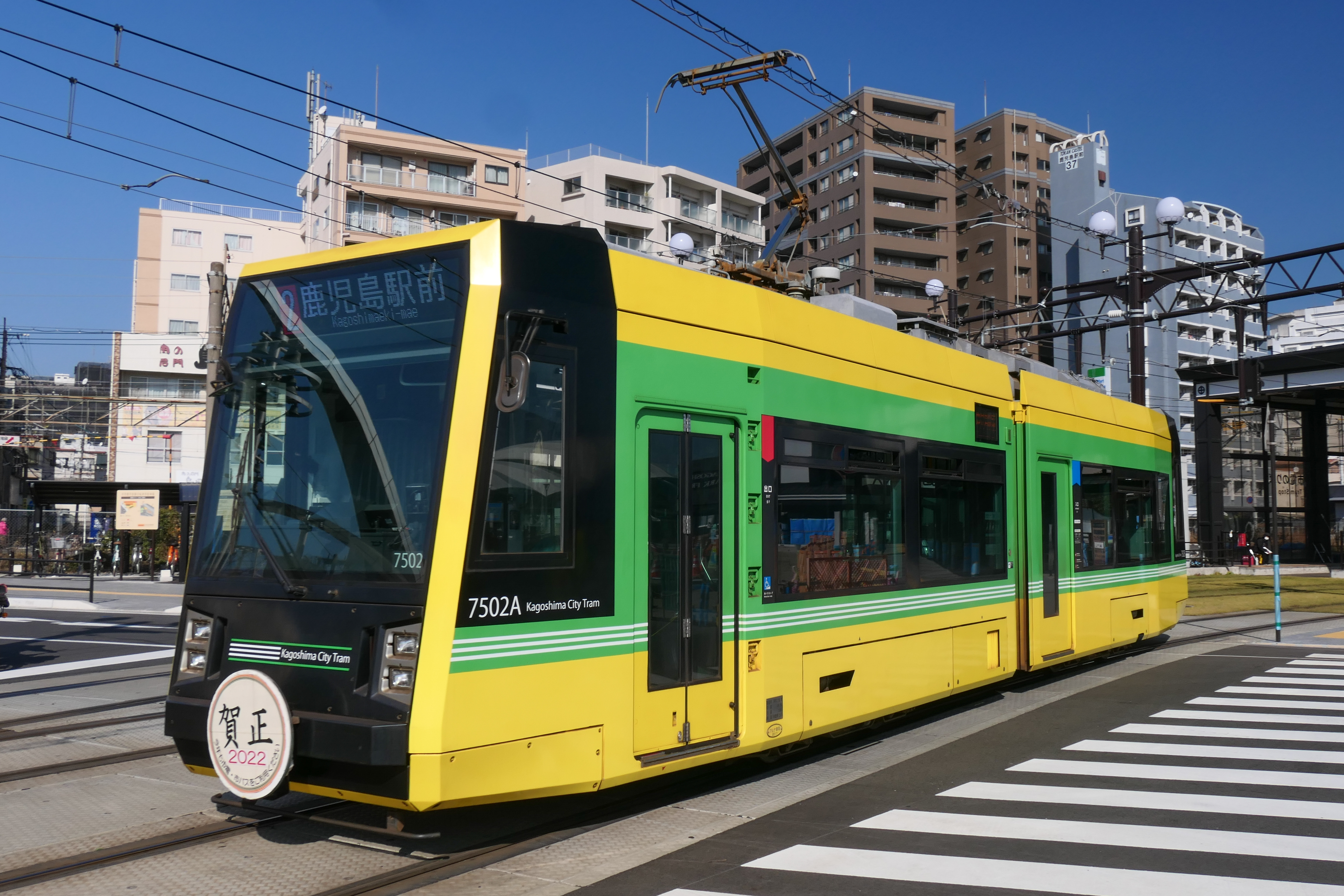
第58回ローレル賞
鹿児島市交通局7500形電車

第61回ブルーリボン賞（だい61かいブルーリボンしょう）は、2018年に鉄道友の会が選定したブルーリボン賞である。本項では、第58回ローレル賞（だい58かいローレルしょう）についても併せて記す。

## 概要
日本国内で使用する鉄道・軌道車両のうち、2017年1月1日から12月31日までの間に日本国内で営業運転に就いた新形式車両またはそれとみなせる車両で、候補車両決定の時点で現に営業をしていることを概ねの要件とする選定候補車両18車種のなかから、ブルーリボン賞1形式、ローレル賞3形式が選定された。
なお、ブルーリボン賞は、通常は最高得票の車両が選定されるが、この回では有効投票数3210票のうち、最高得票のJR西日本87系気動車が402票、第2位のJR西日本35系客車が401票、第3位のJR東日本E001形電車が400票と僅差であったことから、選考委員会での審議を経て第2位のJR西日本35系客車が選定された。

## 選定車両

### ブルーリボン賞
- 西日本旅客鉄道 35系客車
  - 有効投票総数3210票のうち第2位の401票から逆転で選定[1]。

### ローレル賞
- 東日本旅客鉄道 E353系電車
- 東武鉄道 500系電車
- 鹿児島市交通局 7500形電車

## 候補車両
鉄道友の会ブルーリボン賞・ローレル賞選考委員会が、候補車両とした18車種。
| 会社名         | 車両形式                |
| -------------- | ----------------------- |
| 東日本旅客鉄道 | E353系電車              |
| 東日本旅客鉄道 | E001形電車              |
| 東日本旅客鉄道 | EV-E801系電車           |
| 日本貨物鉄道   | DB500形ディーゼル機関車 |
| 東武鉄道       | 500系電車               |
| 東武鉄道       | 70000系電車             |
| 西武鉄道       | 40000系電車             |
| 京王電鉄       | 5000系電車              |
| 東京地下鉄     | 13000系電車             |
| 東京都交通局   | 320形電車               |
| 横浜市交通局   | 3000V形電車             |
| 西日本旅客鉄道 | 87系気動車              |
| 西日本旅客鉄道 | 35系客車                |
| 京阪電気鉄道   | 8550形電車              |
| 四国旅客鉄道   | 2600系気動車            |
| 伊予鉄道       | モハ5000形電車          |
| 西日本鉄道     | 9000形電車              |
| 鹿児島市交通局 | 7500形電車              |